# Joachim Jepsen
Joachim Jepsen er en dansk skuespiller og komiker. Han er cand.mag. i medievidenskab fra Københavns Universitet og uddannet skuespiller fra Film/Teaterskolen Holberg i 2009. I 2013 slog han igennem som den nyskilte Ulrik i DR3's komedieserie Kødkataloget. Han er dog mest kendt som forfatter og skuespiller i sketchshowet Nyt fra Jylland, der blev vist på DR2 i 2014.

## Filmografi
- De vildfarne (2016)
- Diamantpigen (2019)

## Tv-serier
- Dicte (2013)
- Kødkataloget (2013-2014)
- Nyt fra Jylland (2014-2015)

## Podcasts
- Det Sorte Ur - Satire på P3 (2010-2012)
- R8dio - Undskyld Vi Roder (2023-)